# Oribatula sakamorii
Oribatula sakamorii är en kvalsterart som beskrevs av Aoki 1970. Oribatula sakamorii ingår i släktet Oribatula och familjen Oribatulidae. Inga underarter finns listade i Catalogue of Life.